# 小川信治
小川 信治（おがわ しんじ、1959年 - ）は、日本の画家。山口県出身。現在は愛知県名古屋市在住。

## 略歴
1959年(昭和34年)、山口県に生まれる。1983年、三重大学教育学部美術学科卒業。

## 作品
見慣れた情景・風景を改変し、普通とは異なる世界の可能性を提示する作品を発表している。本人は、「作品を通して、分岐と統合によるイメージの世界を表現したい」と述べている。そのような意図の下、作品群は主に下記の3つのシリーズからなる。
- 「Without You」シリーズ；名画や映画などのワンシーンから登場人物を消し去る作品
  - 作品例「ラス・メニーナス」（2002年作、国立国際美術館蔵、油彩）：ディエゴ・ベラスケスの名作「ラス・メニーナス」から皇女の姿を消し去っている。
- 「Perfect World」シリーズ；古い写真や絵葉書に描かれた事物のうちの一つを同一画面上に描き加える作品
  - 作品例「ピサ2」（2002年作、豊田市美術館蔵、鉛筆画）：ピサの斜塔を2つ並べて描いている。
- 「干渉世界」シリーズ；一つの情景・風景を層状に組み替えて別のものに改変する作品
  - 作品例「モアレの風景」（2005年作、作家蔵、鉛筆）：モン・サン＝ミシェルの尖塔などのパーツが別のものに改変されている。

## 主な展覧会
- 2000年 「空き地」豊田市美術館
- 2006年 「小川信治展 干渉する世界」国立国際美術館

### 注記
1. ↑  『SANKEI EXPRESS』2006年11月10日第14面